# Iğdır
Iğdır este un oraș din Turcia.

## Climă
| Date climatice pentru Iğdır (1960-2012)                | Date climatice pentru Iğdır (1960-2012) | Date climatice pentru Iğdır (1960-2012) | Date climatice pentru Iğdır (1960-2012) | Date climatice pentru Iğdır (1960-2012) | Date climatice pentru Iğdır (1960-2012) | Date climatice pentru Iğdır (1960-2012) | Date climatice pentru Iğdır (1960-2012) | Date climatice pentru Iğdır (1960-2012) | Date climatice pentru Iğdır (1960-2012) | Date climatice pentru Iğdır (1960-2012) | Date climatice pentru Iğdır (1960-2012) | Date climatice pentru Iğdır (1960-2012) | Date climatice pentru Iğdır (1960-2012) |
| Luna                                                   | Ian                                     | Feb                                     | Mar                                     | Apr                                     | Mai                                     | Iun                                     | Iul                                     | Aug                                     | Sep                                     | Oct                                     | Nov                                     | Dec                                     | Anual                                   |
| ------------------------------------------------------ | --------------------------------------- | --------------------------------------- | --------------------------------------- | --------------------------------------- | --------------------------------------- | --------------------------------------- | --------------------------------------- | --------------------------------------- | --------------------------------------- | --------------------------------------- | --------------------------------------- | --------------------------------------- | --------------------------------------- |
| Maxima medie °C (°F)                                   | 2.1 (35,8)                              | 5.2 (41,4)                              | 12.7 (54,9)                             | 19.6 (67,3)                             | 24.4 (75,9)                             | 29.3 (84,7)                             | 33.3 (91,9)                             | 33.0 (91,4)                             | 28.8 (83,8)                             | 21.3 (70,3)                             | 12.9 (55,2)                             | 5.2 (41,4)                              | 18,98 (66,17)                           |
| Media zilnică °C (°F)                                  | −3.3 (26,1)                             | −0.5 (31,1)                             | 6.4 (43,5)                              | 13.1 (55,6)                             | 17.7 (63,9)                             | 22.1 (71,8)                             | 25.8 (78,4)                             | 25.1 (77,2)                             | 19.9 (67,8)                             | 12.7 (54,9)                             | 5.7 (42,3)                              | −0.1 (31,8)                             | 12,05 (53,69)                           |
| Minima medie °C (°F)                                   | −7.9 (17,8)                             | −5.5 (22,1)                             | 0.3 (32,5)                              | 6.4 (43,5)                              | 10.6 (51,1)                             | 14.4 (57,9)                             | 18.1 (64,6)                             | 17.4 (63,3)                             | 12.3 (54,1)                             | 6.2 (43,2)                              | 0.3 (32,5)                              | −4.3 (24,3)                             | 5,69 (42,25)                            |
| Minima istorică °C (°F)                                | −27.2 (−17.0)                           | −28 (−18.4)                             | −22.2 (−8.0)                            | −7.6 (18,3)                             | 0.1 (32,2)                              | 2.4 (36,3)                              | 8.0 (46,4)                              | 8.6 (47,5)                              | 1.6 (34,9)                              | −7 (19,4)                               | −13.5 (7,7)                             | −30.2 (−22.4)                           | −28 (−18,4)                             |
| Precipitații mm (inches)                               | 13.6 (0.535)                            | 17.2 (0.677)                            | 20.7 (0.815)                            | 37.3 (1.469)                            | 47.9 (1.886)                            | 33.2 (1.307)                            | 14.9 (0.587)                            | 10.5 (0.413)                            | 11.1 (0.437)                            | 24.6 (0.969)                            | 16.8 (0.661)                            | 12.8 (0.504)                            | 260,6 (10,26)                           |
| Umiditate [%]                                          | 75                                      | 71                                      | 54                                      | 52                                      | 59                                      | 52                                      | 48                                      | 48                                      | 55                                      | 61                                      | 68                                      | 74                                      | 59,8                                    |
| Nr. de zile cu precipitații                            | 6.3                                     | 6.8                                     | 7.2                                     | 11.8                                    | 14.8                                    | 10.6                                    | 5.9                                     | 4.2                                     | 3.9                                     | 8.3                                     | 6.4                                     | 6.2                                     | 92,4                                    |
| Ore însorite                                           | 80.6                                    | 112.0                                   | 167.4                                   | 180.0                                   | 235.6                                   | 288.0                                   | 316.2                                   | 303.8                                   | 261.0                                   | 198.4                                   | 132.0                                   | 77.5                                    | 2.352,5                                 |
| Sursa nr. 1: Devlet Meteoroloji İșleri Genel Müdürlüğü |                                         |                                         |                                         |                                         |                                         |                                         |                                         |                                         |                                         |                                         |                                         |                                         |                                         |
| Sursa nr. 2: Weatherbase                               |                                         |                                         |                                         |                                         |                                         |                                         |                                         |                                         |                                         |                                         |                                         |                                         |                                         |